# مقبرة لا ريكوليتا
مقبرة لا ريكوليتا (بالإسبانية: Cementerio de la Recoleta)‏ هي مقبرة تقع في حي ريكوليتا في مدينة بيونس آيرس، الأرجنتين. وهي تحتوي على قبور أناس بارزين من ضمنهم إيفا بيرون زوجة رئيس الأرجنتين الأسبق خوان بيرون، و حائزين على جائزة نوبل، و مؤسس البحرية الأرجنتينية وحفيدة نابليون. في عام 2011، أشادت بي بي سي بأنها واحدة من أفضل المقابر في العالم، و في عام 2013 أدرجتها محطة الـ CNN في قائمة أجمل 10 مقابر في العالم.

## الوصف
في محيط قدره 5.5 هكتار، تقع هذه المقبرة التي تحتوي على 4691 قبرا، منها 94 قبر أعلنت الحكومة الأرجنتينية أنها آثار تاريخية ووطنية وتخضع لحماية الدولة. مدخل المقبرة عبارة عن بوابة نيو كلاسيكية وهي أعمدة طويلة تتبع نظام دوريسي. تحتوي المقبرة على العديد من الأضرحة منها ماهو مبني من الرخام ومنها المزين بالتمائيل وأيضا تشاهد فيها طائفة واسعة من الأنماط المعمارية مثل آرت ديكو، الفن الجديد، الباروك، و القوطية الحديثة، وكانت تستورد معظم المواد المستخدمة بين 1880 و 1930 في بناء المقابر من باريس وميلانو. وضعت المقبرة بأكملها في أقسام مثل كتل المدينة، مع ممرات واسعة تصطف على جانبيها الاشجار الرئيسية المتفرعة إلى الأرصفة المليئة بالأضرحة.

في حين أن العديد من الأضرحة في شكل جيد وتحظى بصيانة جيدة تجد أخرى انخفضت وأصبحت في حالة سيئة.

## أعلام
- هيبوليتو يريغوين
- راؤول ألفونسين
- لويس لولوار
- إيفا بيرون
- كارلوس سافيدرا لاماس